# Сенат Уругваю
Сенат Уругваю (ісп. Cámara de Senadores) — верхня палата Національної Асамблеї Уругваю. Складається з 30 сенаторів, які обираються за пропорційною системою на 5 років.